# Foptandzwam
De foptandzwam (Xylodon radula) is een schimmel behorend tot de familie Schizoporaceae. Hij groeit op dode, vaak nog aan de boom zittende takken van loofbomen.

## Kenmerken
Het vruchtlichaam is korstvormig en vormt  ronde tot ovale vlekken van enkele cm tot dm. Het hymenium is witachtig crème tot okergeel, met een witte, scherp afgegrensde of draderig uitlopende rand. Ook heeft het stekels. Deze stekels zijn stomp tot priemvormig en 3-5 mm lang. Hij heeft een onopvallende geur en voelt wasachtig aan.
De sporen zijn cilindrisch-allantoïde (worstvormig) in water kleurloos inamyloïde en meten 2,5-3 × 8,5-11,5.

## Verspreiding
In Nederland komt de foptandzwam vrij algemeen voor. Hij staat niet op de rode lijst en is niet bedreigd.